# Dopasia
Genre
Dopasia est un genre de sauriens de la famille des Anguidae.

## Répartition
Les espèces de ce genre se rencontrent dans l'est de l'Asie du Sud, dans le sud de l'Asie de l'Est et en Asie du Sud-Est.

## Liste des espèces
Selon The Reptile Database (29 avril 2014) :
- Dopasia buettikoferi (Lidth De Jeude, 1905)
- Dopasia gracilis (Gray, 1845)
- Dopasia hainanensis (Yang, 1984)
- Dopasia harti (Boulenger, 1899)
- Dopasia ludovici (Mocquard, 1905)
- Dopasia sokolovi (Darevsky & Nguyen-Van-Sang, 1983)
- Dopasia wegneri (Mertens, 1959)

## Publication originale
- (en) Gray, 1853 : Descriptions of some undescribed species of reptiles collected by Dr. Joseph Hooker in the Khassia Mountains, East Bengal, and Sikkim Himalaya. Annals and Magazine of Natural History, sér. 2, vol. 12, p. 386-392 (texte intégral)